# Берг (Германия)
Вижте пояснителната страница за други значения на Берг.
Берг (на немски: Berg) е селище в южна Германия, част от окръг Щарнберг на провинция Бавария. Населението му е около 8300 души (2019).
Разположено е на 623 m надморска височина в Баварското плато, на източния бряг на езерото Щарнбергското езеро и на 25 километра югозападно от центъра на Мюнхен. Селището се споменава за пръв път през 822 година, а през XVII век Вителсбахите изграждат в близост замъка Берг.

## Известни личности
Починали в Берг
- Дитрих Фишер-Дискау (1925 – 2012), певец